# Wasserbourg
Wasserbourg é uma comuna francesa na região administrativa de Grande Leste, no departamento Alto Reno. Estende-se por uma área de 9,44 km². Em 2010 a comuna tinha 478 habitantes (densidade: 50,6 hab./km²).